# Новоселицька волость (Сквирський повіт)
Новоселицька волость — історична адміністративно-територіальна одиниця Сквирського повіту Київської губернії з центром у селі Новоселиця.
Станом на 1886 рік складалася з 5 поселень, 5 сільських громад. Населення — 4274 особи (2135 чоловічої статі та 2139 — жіночої), 586 дворових господарств.
Наприкінці 1880-х років волость було ліквідовано, поселення відійшли до Романівської (Новоселиця, Почуйки, Саварці) та Чубинецької (Краснянка, Рогізна) волостей.
|                     | Площа, десятин | У тому числі орної, дес. |
| ------------------- | -------------- | ------------------------ |
| Сільських громад    | 4301           | 3686                     |
| Приватної власності | 4358           | 3171                     |
| Іншої власності     | 152            | 128                      |
| Загалом             | 8811           | 6985                     |

Основні поселення волості:
- Новоселиця — колишнє власницьке село при річці Вільшанка за 18 верст від повітового міста, 933 особи, 146 дворів, православна церква, костел, школа, постоялий будинок, водяний і кінний млини.
- Почуйки  — колишнє власницьке село  при річці Кам'янка, 844 особи, 34 двори, православна церква, школа, постоялий будинок, 2 лавки, водяний млин.
- Рогізна — колишнє власницьке село при безіменній річці, 837 осіб, 108 дворів, православна церква, школа, постоялий будинок, 3 водяних млини.
- Саварці — колишнє власницьке село при безіменній річці, 728 осіб, 114 дворів, школа, постоялий будинок, 2 водяних млини.